# Geschiedenis van de achtbaan

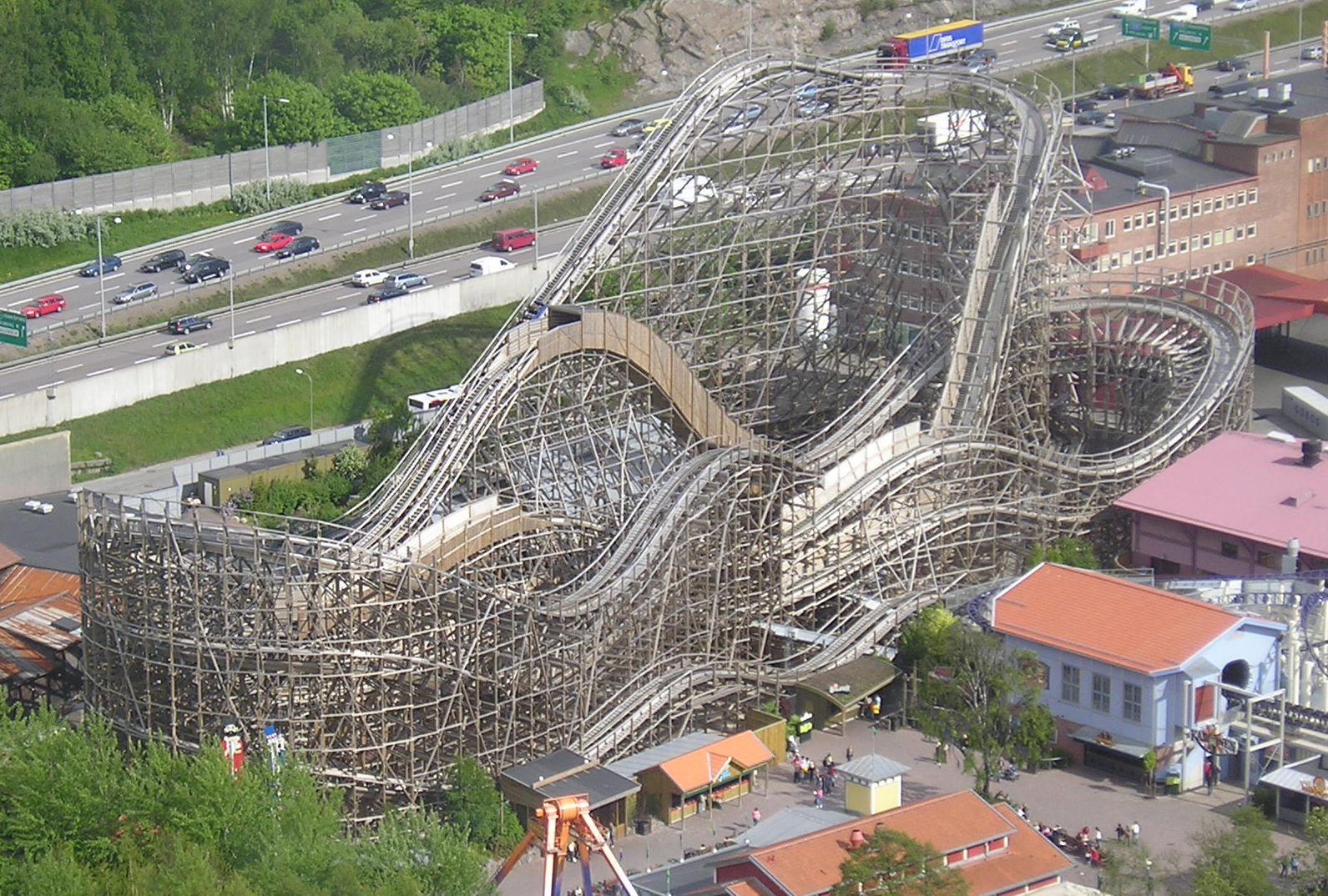
De achtbaan Balder in het Zweedse pretpark Liseberg

De geschiedenis van de achtbaan begint in het zeventiende-eeuwse Rusland. Via Frankrijk, waar de constructie Russische bergen werd genoemd, bereikte de achtbaan in de negentiende eeuw de Verenigde Staten waarna over de hele wereld steeds grotere en spectaculairdere banen zouden worden gebouwd.

## 17e - 18e eeuw Rusland

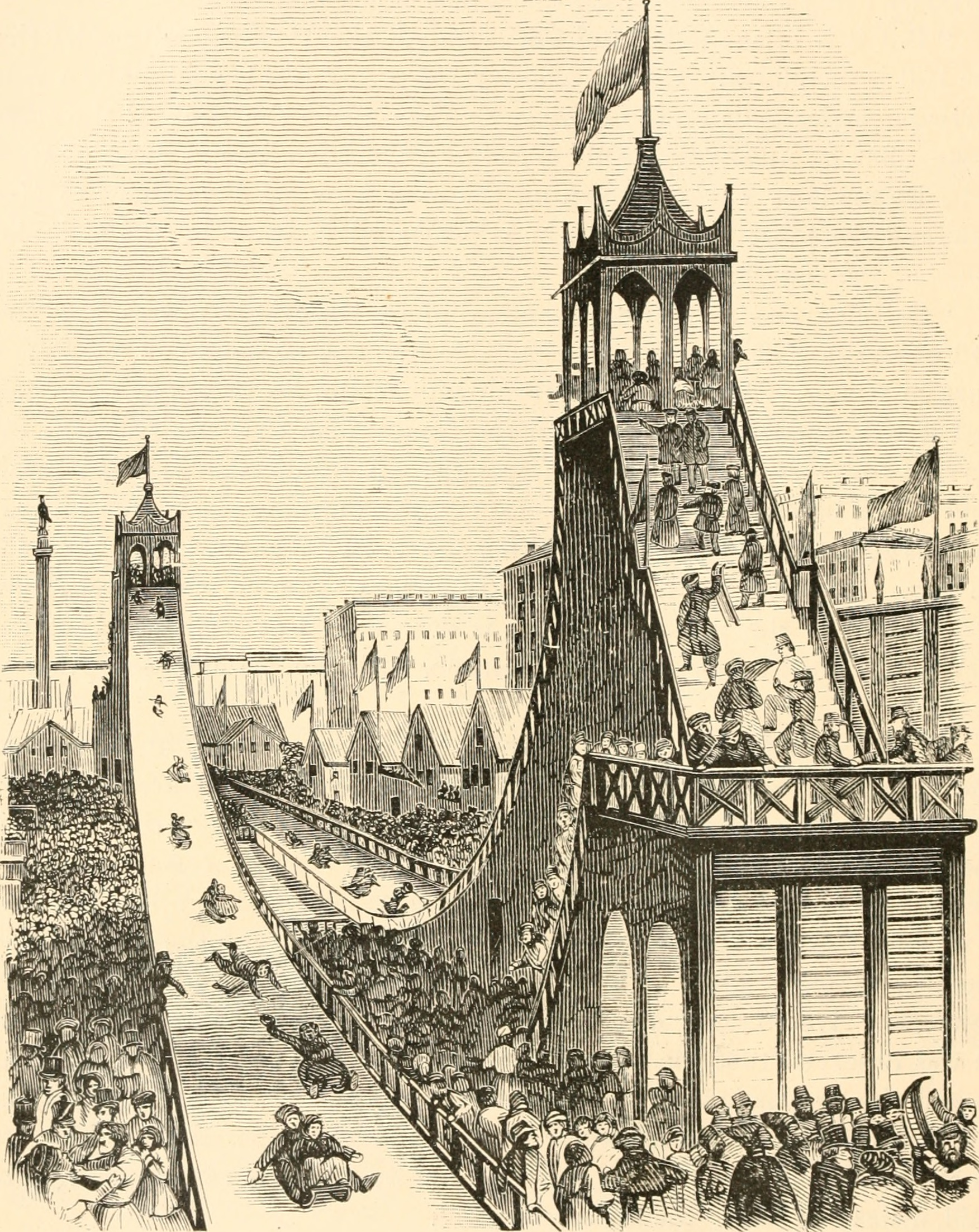
Russische bergen (1880s)

### Beginselen van de achtbaan
De beginselen van de achtbaan liggen in Rusland bij het naar beneden roetsjen tijdens de wintermaanden van nabijgelegen heuvels en bergen op van boven uitgeholde ijsblokken waarop touwen en doeken waren bevestigd om op te zitten en vast te houden. In het Deens wordt achtbaan dan ook een rutsjebane.
In de 17e eeuw werden met ijs bedekte houten constructies gebouwd, waarop men met een slede naar beneden gleed. Deze voorlopers van achtbanen werkte op zwaartekracht. Door het hoogteverschil van de slede bovenop de houten toren werd de potentiële energie verkregen die omgezet wordt in de kinetische energie waarmee de sledes zich net als op een glijbaan een weg naar beneden baanden.
Deze ''Russische Bergen'' waren erg populair en werden in steeds grotere en betere, en dus snellere, versies gebouwd. Vaak werd er een baan aangelegd met een omkadering van hout om de richting van de slede bij te sturen. Er werden ook heuveltjes toegevoegd, enzovoort. Rond 1784 werden wieltjes aan de sledes bevestigd, waardoor de attracties heel het jaar door geopend konden blijven.
In veel talen worden achtbanen letterlijk vertaald aangeduid als Russische Bergen. Ook de Angelsaksen verwijzen naar Rusland; zij spreken van Russian Mountains. Voorbeelden:
- Frans: montagnes russes
- Spaans: Montaña rusa
- Italiaans: montagne russe

Heden ten dage nog steeds deze naam gebruikt als namen voor achtbanen, zoals de in Mexico staande Montaña Rusa (La Feria Chapultepec Mágico) en Montaña Rusa (Bosque Mágico). Toen nadien echter de doorontwikkelde achtbaan zijn intrede in Rusland deed, werd deze in het Russisch als 'Amerikaanse berg' (американские горки, 'Amerikanski gorki') aangeduid.

## 19e eeuw

### FranseMontagne Russes

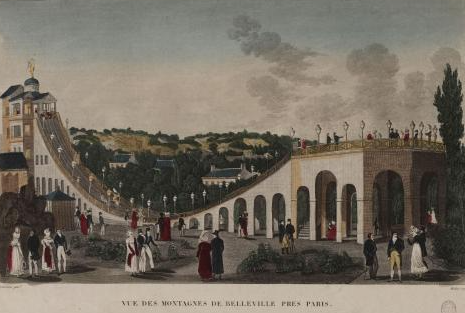
Russische berg met rails en droge ondergrond in Belleville

Soldaten van Napoleons leger nemen het idee mee bij hun terugkeer naar Frankrijk. Waarschijnlijk komt de Franse benaming montagnes russes hiervandaan. In 1804 was de eerste Franse achtbaan een feit. Hij werd erg populair.
In 1817 werd in Belleville een nieuwe veilige achtbaan gebouwd. De wieltjes hielden het treintje aan het spoor vast. Zo haalde deze achtbaan een snelheid van 64 km/u.
Frankrijk was in die tijd de voortrekker op het gebied van achtbanen. In Frankrijk ging in 1848 in Parijs de eerste houten achtbaan met een looping open, waarbij de karretjes over de kop gingen. Vanwege vele ongevallen en technische problemen werd deze achtbaan al snel weer gesloten. De populariteit van achtbanen in Frankrijk liep terug, in tegenstelling tot de belangstelling in de Verenigde Staten.

### AmerikaanseGravity Railroads

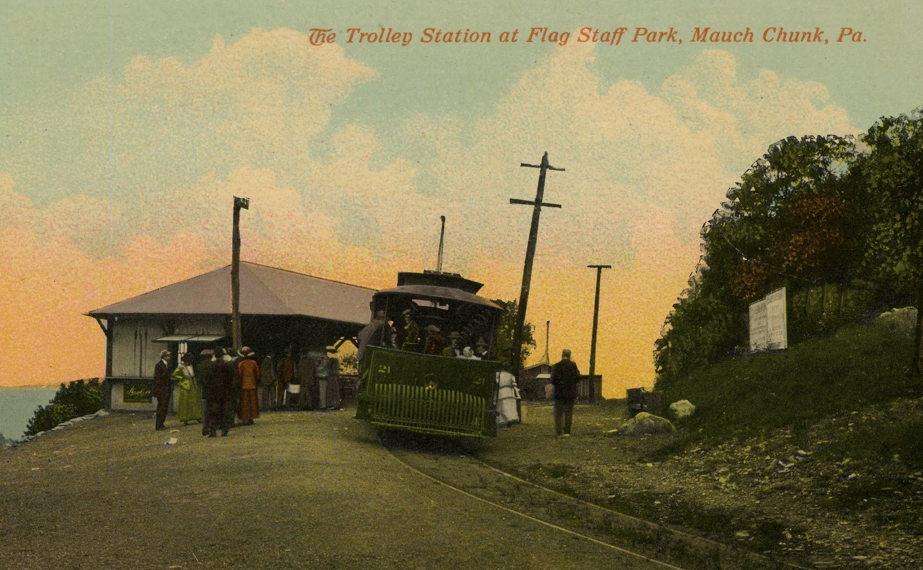
Mauch Chunk trolley station

In de Verenigde Staten werd in 1827 de Mauch Chunk Gravity Railroad gebouwd, de langste achtbaan die ooit gebouwd is. De spoorlijn werd oorspronkelijk gebouwd om steenkolen van de mijn naar de haven te vervoeren. De hellingsgraad van 1,5° zorgde ervoor dat het treintje, zuiver door de zwaartekracht, in dertig minuten de rit bergafwaarts deed. De terugweg (met behulp van ezels) duurde een paar uur. Er ging slechts één personeelslid mee op die ritten, en wel om het remsysteem te bedienen. Tegen 1844 werden er twee hellingen bijgebouwd en werden de karretjes mechanisch omhooggetrokken. De spoorlijn vormde nu een gesloten parcours van 29 kilometer lang in de vorm van een acht.
Tegen 1872 werd een nieuwe spoorlijn aangelegd, waardoor de Gravity Road overbodig werd. Om er toch nog geld mee te verdienen werd de lijn geopend voor personenvervoer; met veel succes. Twee jaar later, in 1874 reden al 35.000 bezoekers mee, wat de Gravity Road de op een na populairste bestemming in de Verenigde Staten maakte, na de Niagarawatervallen. Tot in 1938 bleef de attractie geopend. In 1976 werd de Mauch Chunk Gravity Railroad, die maar 35 kilometer verwijderd is van het huidige Dorney Park in Allentown, uitgeroepen tot historisch monument.

### Eerste volwaardige achtbanen

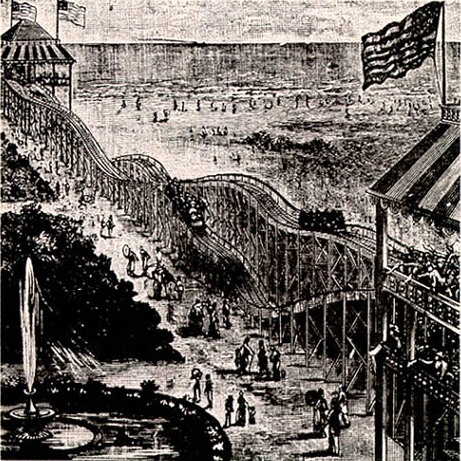
Thompson's Switchback Railway uit 1884

In 1884 werd in Amerika de eerste, volledig voor passagiers bestemde coaster gebouwd door LaMarcus Adna Thompson: de Switchback Railway op Coney Island, het stadsdeel van Brooklyn, in New York. De achtbaan bestond uit twee parallel lopende hellingen van ongeveer 150 meter lang. Beide uiteinden bestonden uit een laadstation op 15 meter hoogte. Personeel droeg de lege karretjes telkens naar boven voor een volgende rit naar beneden. De achtbaan ging slechts 10 km/u maar werd een groot succes. Een toegangskaartje kostte 5 cent, en de wachttijd kon oplopen tot 3 uur. Het geld dat voor de bouw nodig was geweest, werd al snel terugverdiend.
Enkele maanden later bouwde Charles Alcoke de Alcoke Coaster, ook op Coney Island. Deze achtbaan was in één volledig parcours gebouwd en bezat een mechanisch systeem om de karretjes weer naar boven te brengen, met als gevolg een toename in capaciteit. In 1885 werd te San Francisco Amerika's derde achtbaan geopend. Waar tot dan toe de passagiers zijdelings moesten plaatsnemen, zat men in deze door Philip Hinckle gebouwde achtbaan voorwaarts. Het parcours was veel hoger, steiler en sneller. In 1887 werden de Sliding Hill en de Toboggan Coaster gebouwd, met als eerste een achtvormig parcours. Door die figuur-8 van de baan wordt daardoor in enkele landen dit soort attracties aangeduid als achtbaan (Nederlands), Achterbahn (Duits).
Ook in 1887 werd door Thompson in Atlantic City de Scenic Railway gebouwd. Deze baan werd gekenmerkt door de vele decors, speciale effecten, lichteffecten en diaprojecties. Tevens werden meerdere karretjes aan elkaar vastgemaakt, met als resultaat een treintje. Het grote succes leidde tot de oprichting van de Thompson Scenic Railway Firm. Deze bouwde over de hele wereld, tot in India, dit type achtbaan. Rond dezelfde periode ontstond een ander type achtbaan. De helling hiervan bestond uit honderden rollen waarop sledes naar beneden rolden. De naam "roller coaster" zou hiervandaan komen. Al droeg Thompsons eerste patent in 1885 al de titel "Roller Coasting Structure". De Scenic Railways haalden een snelheid van maximaal 20 km/u. De treintjes reden in een houten goot, terwijl wieltjes onderaan en op de zijkant ze in het juiste spoor hielden; dit ging niet zo snel. Het systeem werd "side friction" genoemd. De Leap-the-Dips van Edward Joy Morris in Lakemont Park (Pennsylvania) werkt nog steeds volgens dit principe. Hij werd gebouwd in 1902 en gerestaureerd in 1999. Het is de oudste nog werkende achtbaan.

### Eerste attractieparken
Attractieparken en achtbanen groeiden in populariteit. Op Coney Island kwamen in 1875 al meer dan een miljoen bezoekers om de daar aanwezig zijnde attracties te beleven, met een verdubbeling van dat aantal het jaar daarop. Het Sea Lion Park in Coney Island, opgericht in 1895, wordt als het eerste Amerikaanse amusementspark gezien, omdat het een gesloten park met een entreeprijs was. Bij de opening had het park zelfs een achtbaan met een looping. Maar deze zogenaamde Flip Flap bezorgde vele passagiers nek- en rugproblemen, door de veel te hoge g-krachten. Daarom werd hij in 1901 vervangen door de Loop the Loop, met een ellipsvormige looping.
Vele andere parken volgden in het spoor van Sea Lion Park. Op Coney Island werden daarna Steeplechase Park (1897), Luna Park (1903), en Dreamland (1904) geopend. In Steeplechase Park konden bezoekers een ritje in de Steeplechase maken. Op Coney Island verscheen in 1907 de Drop-the-Dip van Christopher Feucht. Hier werd voor het eerst een veiligheidsbeugel gebruikt om de passagiers veilig in het karretje te houden.

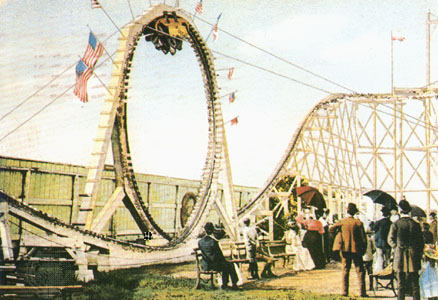
Flip Flap Railway (bouwjaar 1895), Coney Island, New York
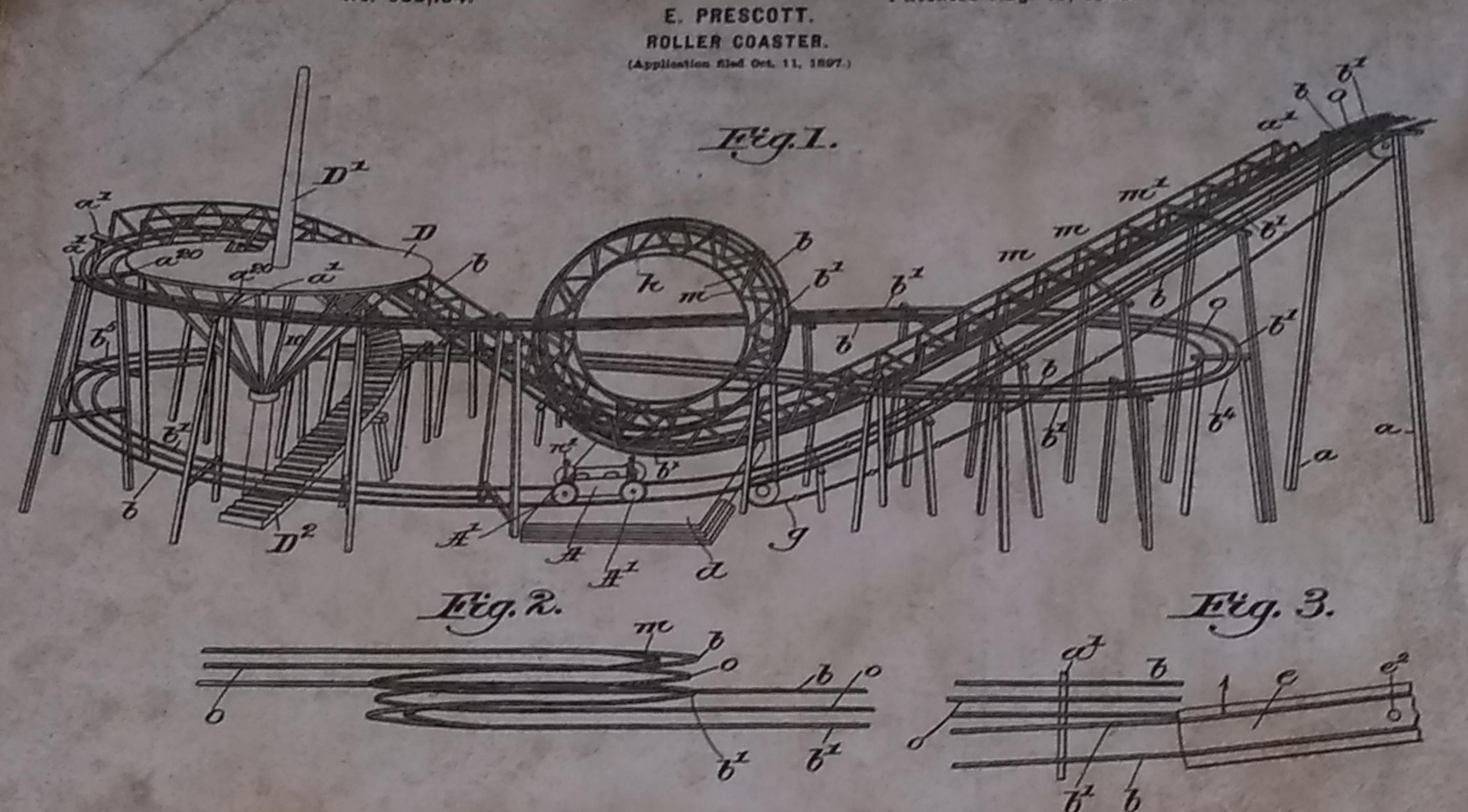
Patent uit 1898 van achtbaan Loop the Loop uit Coney Island, New York
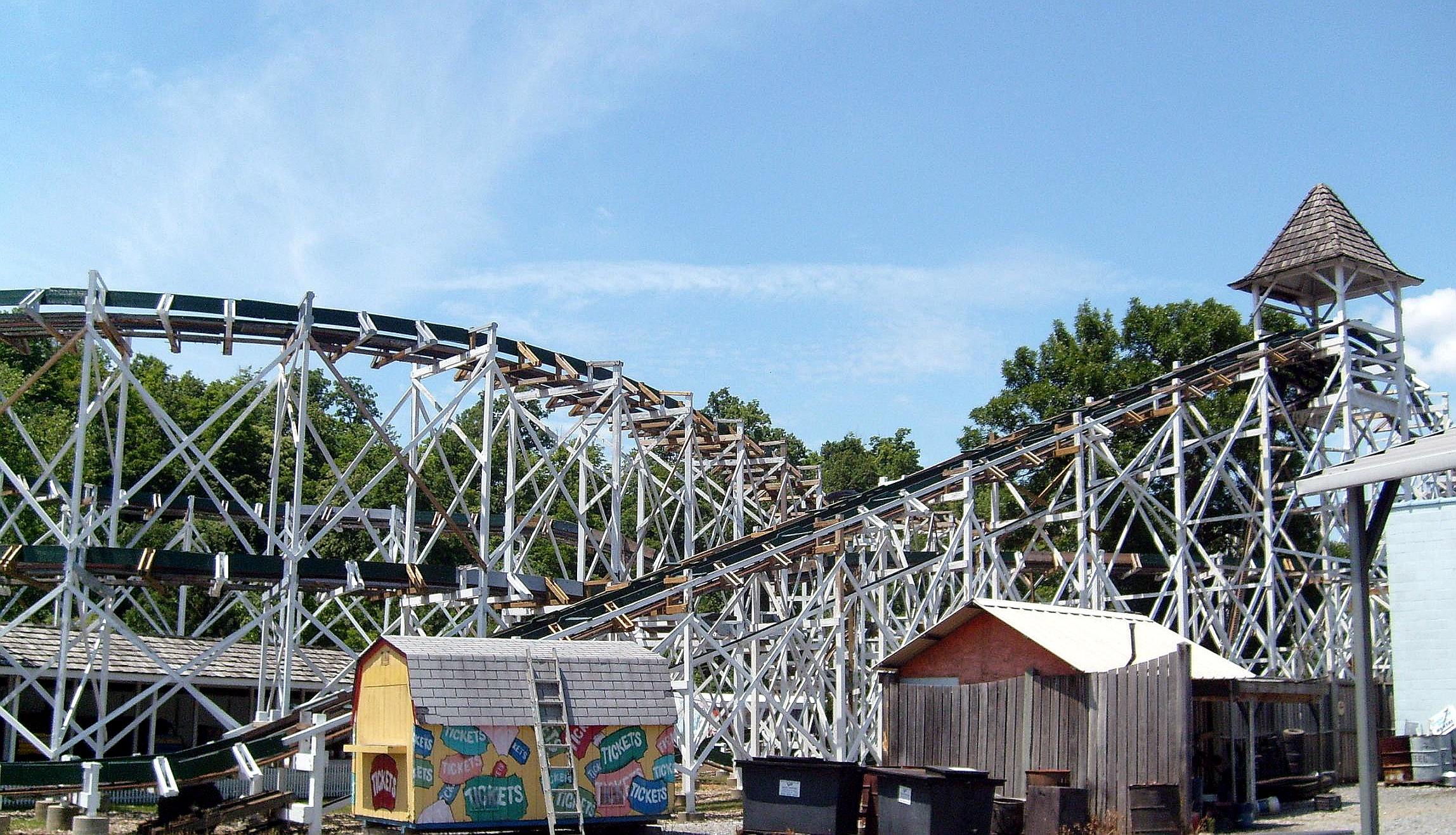
Leap The Dips (bouwjaar 1902) in Lakemont Park, Pennsylvania
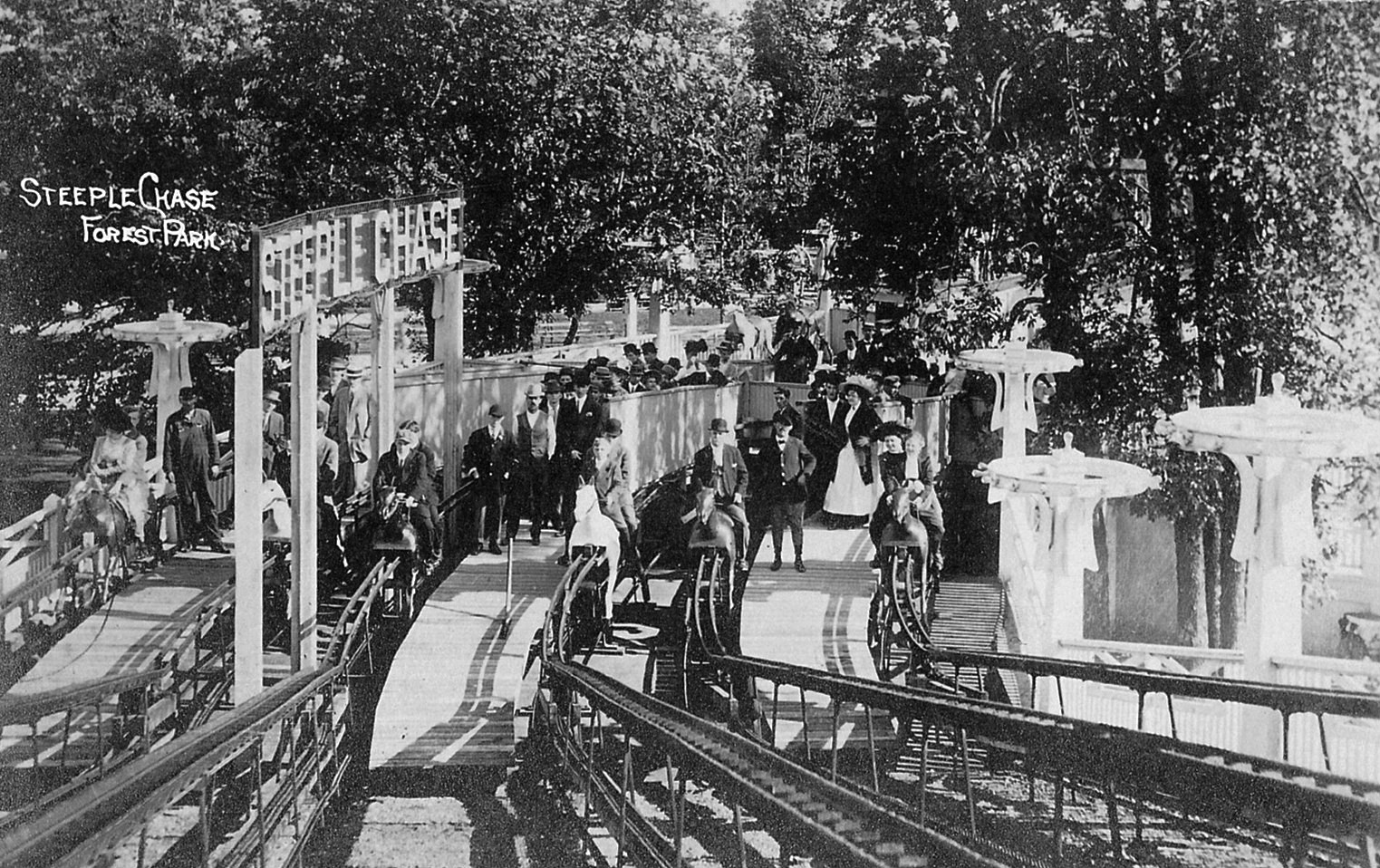
Steeple Chase Ride (bouwjaar 1908) in Forest Park Amusement Park, Chicago, Illinois
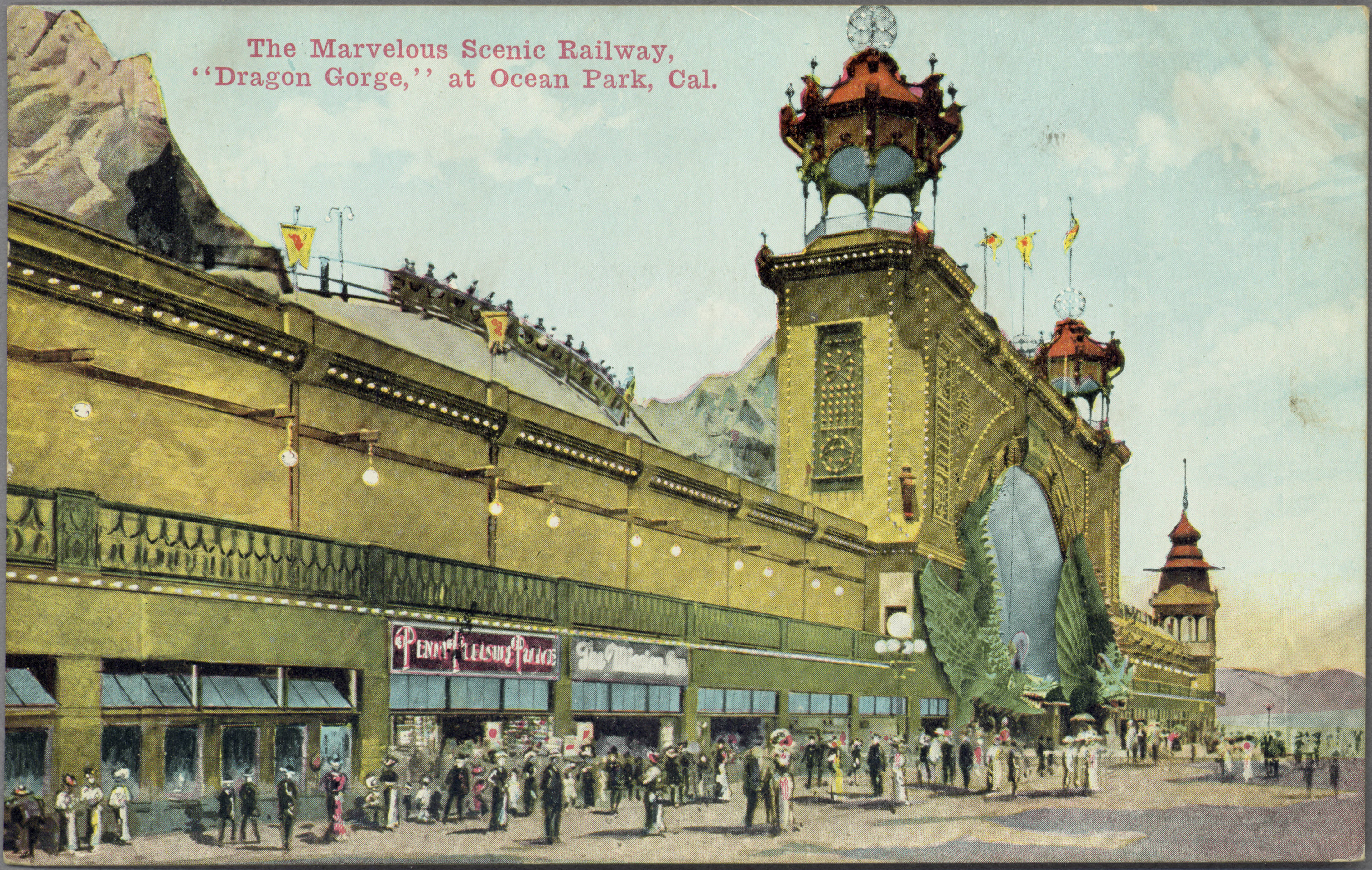
Scenic Railway, "Dragon Gorge" (ansichtkaart 1911-1912) in Ocean Park, Californië

## 20e eeuw

### Eerste Gouden Tijden van de achtbaan
Na de Eerste Wereldoorlog braken de eerste Gouden Tijden aan van de achtbaan rond de jaren 1920 tot de bankencrisis van de jaren 1930. Dit waren vooral de Verenigde Staten vooruitstrevende tijden waar veel houten achtbanen werden vervaardigd. 
Belangrijke achtbaanontwerpers van die tijd zijn o.a. John Miller, Frederick Church, Harry Traver, en Herbert Schmeck als directeur van de Philadephia Toboggan Company.

#### John Miller

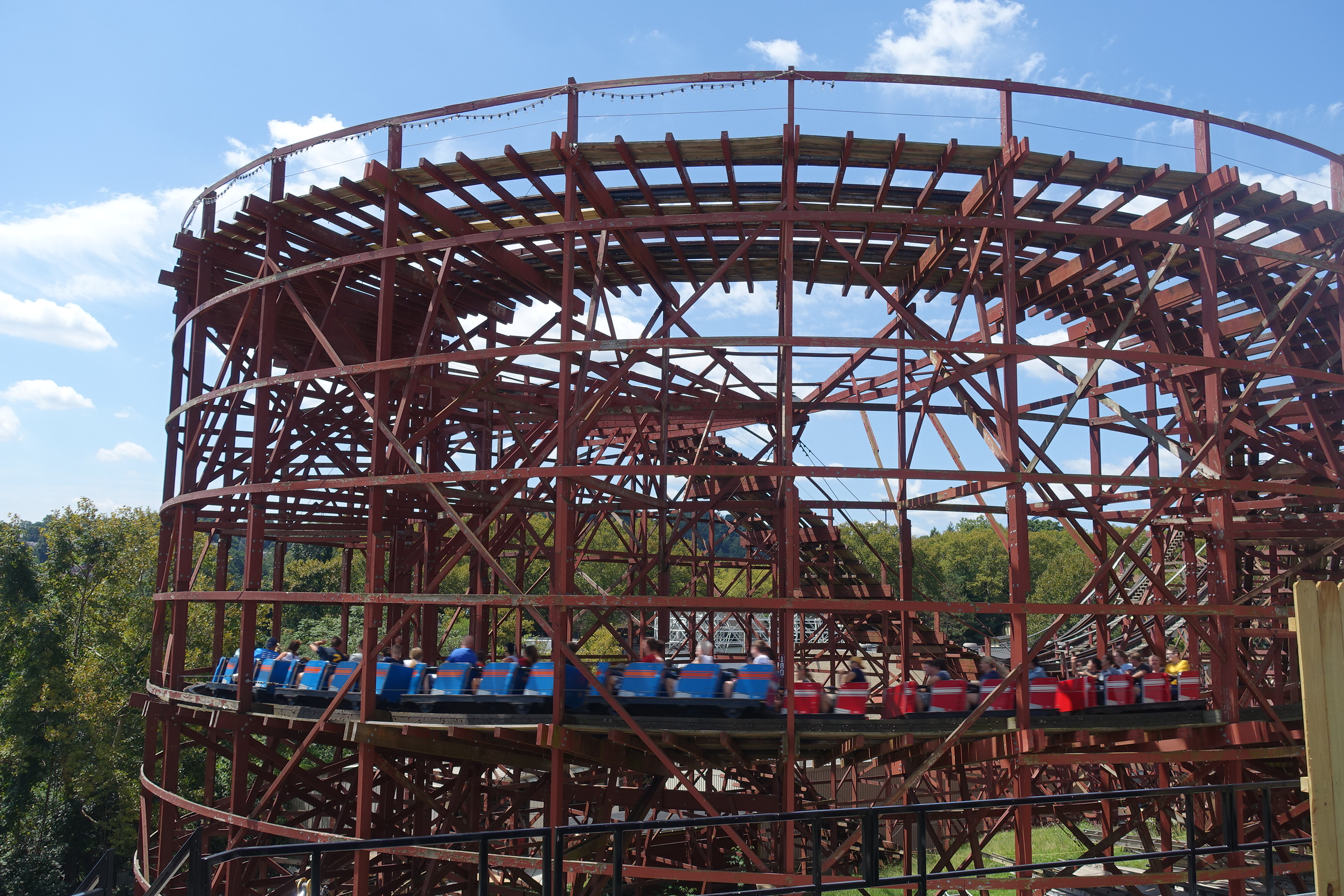
De duellerende houten achtbaan Racer (1927) werd ontworpen door John A. Miller

Een verdere revolutie in achtbaanontwerp was te danken aan John A. Miller. Toen hij werkte voor La Marcus Thompson, ontwierp hij onder andere het systeem waardoor karretjes op een helling niet terugglijden: de ratelterugrolbeveiliging. Dit systeem is te herkennen aan de bekende klikkende geluiden. Ook boog hij zich over onderfrictiewielen (wielen onder de rail), remmen, veiligheidsbeugels en meer dan honderd andere zaken waarop hij patent aanvroeg. Moderne achtbanen zijn grotendeels gebaseerd op vindingen van Miller. Achtbanen die hij gebouwd heeft en die nog steeds in gebruik zijn: Racer, Pippin (nu de Thunderbolt) en Jack Rabbit in Kennywood Park, Big Dipper in Geauga Lake (voorheen Six Flags Ohio) en Jack Rabbit in Clementon Lake Park.

##### Zwitserland
In 1921 kocht de Duits-Zwitserse onderneemster en foorkraamster Marguerite Weidauer-Wallenda (1882-1972) in Berlijn een achtbaan die de eerste achtbaan van Zwitserland zou worden en waarmee ze ook zou rondtoeren in het buitenland.

### Tweede Gouden Tijden van de achtbaan

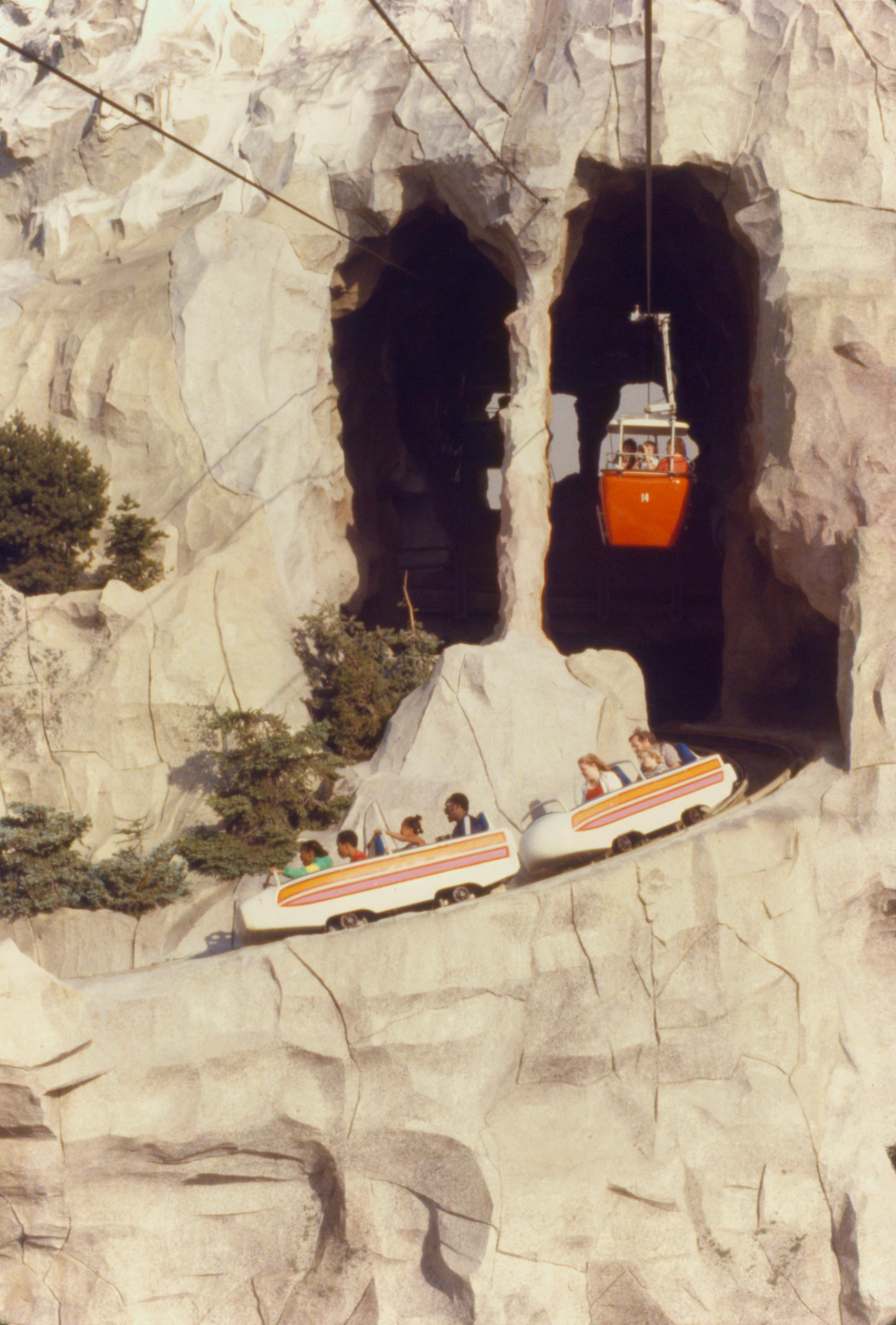
Matterhorn Bobsleds (1959) was de eerste stalen buizen achtbaan ter wereld en werd ontwikkeld door Arrow Development

Het duurde tot na de Tweede Wereldoorlog tot er opnieuw Gouden Tijden voor de achtbaan waren weggelegd. Deze liepen van de jaren 1960-1970 waarin er in het begin veel houten achtbanen werden bijgebouwd en later met name de productie van stalen achtbanen steeds meer mogelijkheden in het achtbaanontwerp opleverde en de stalen ontwerpen in de lift zaten.
Belangrijke achtbaanontwerpers van die tijd zijn o.a. John Allen (voormalig directeur van de Philadephia Toboggan Company), Curtis Summers (ontwikkelaar van computerprogramma's die berekeningen aan achtbanen konden modelleren), Charlie Dinn (oprichter van Dinn Corporations en later adviseur bij Custom Coaster International), Karl Bacon en Ron Toomer (oprichters van Arrow Dynamics), en Anton Schwarzkopf (oprichter van Schwarzkopf).

#### Anton Schwarzkopf

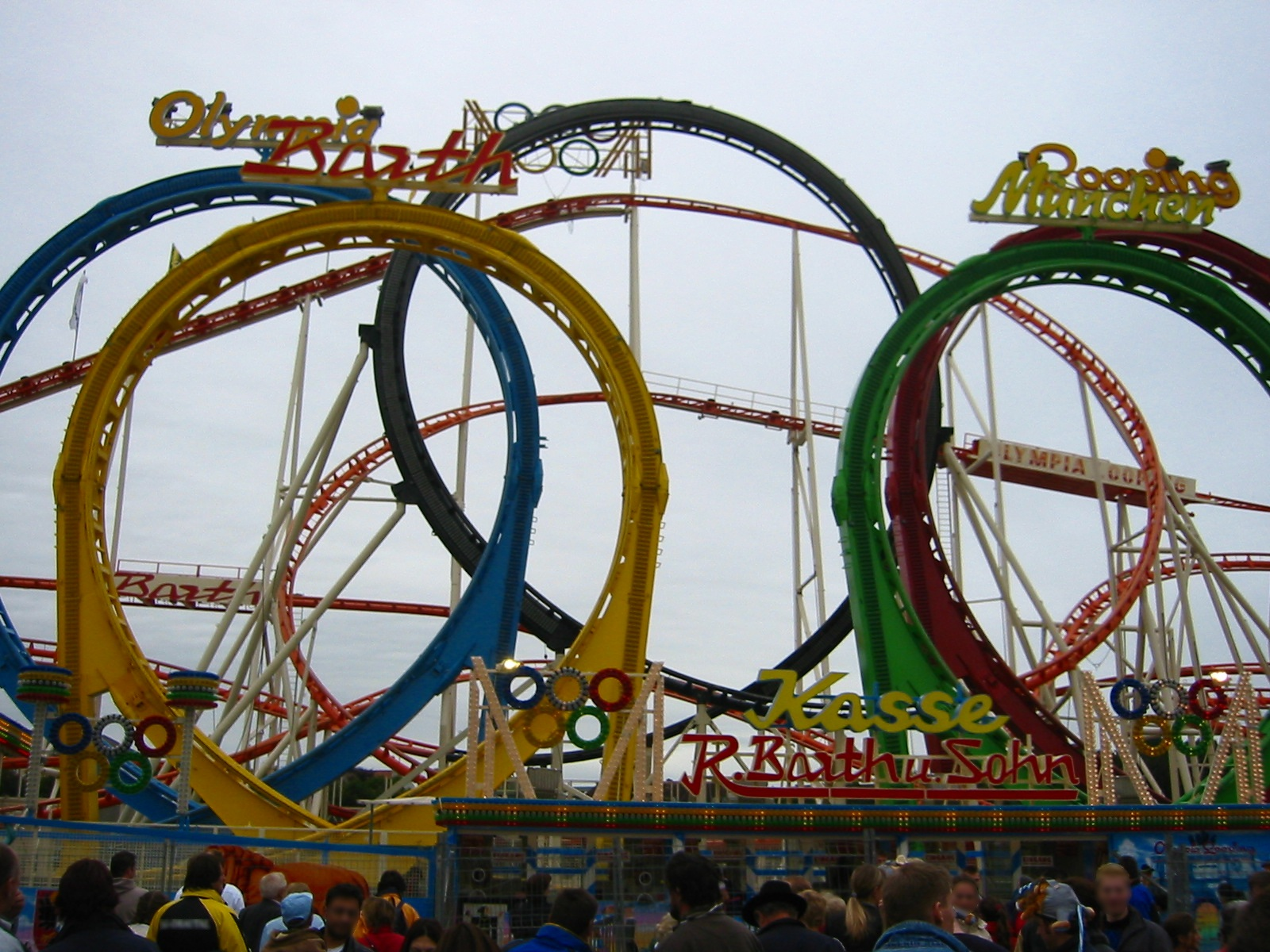
De Olympia Looping (1989) werd ontworpen door Anton Schwarzkopf

De moderne achtbaan is mede te danken aan: Anton Schwarzkopf. Deze Duitse ontwerper begon midden jaren vijftig met de verfijning van de achtbaan. Oorspronkelijk bouwde hij ontwerpen voor de Duitse kermissen, maar zijn ontwerpen bleken zo geslaagd dat ook parken een beroep op hem deden. In 1976 opende de Revolution in Magic Mountain, de eerste stalen achtbaan die veilig door een looping ging.
Al snel volgden er meer van dit type. In 1979 kwam de Looping Star uit. Dit model was voor vele parken de opstap naar een achtbaan met inversies. Tot zijn overlijden in 2001 bleef Schwarzkopf zich wijden aan het verbeteren van achtbaansystemen.

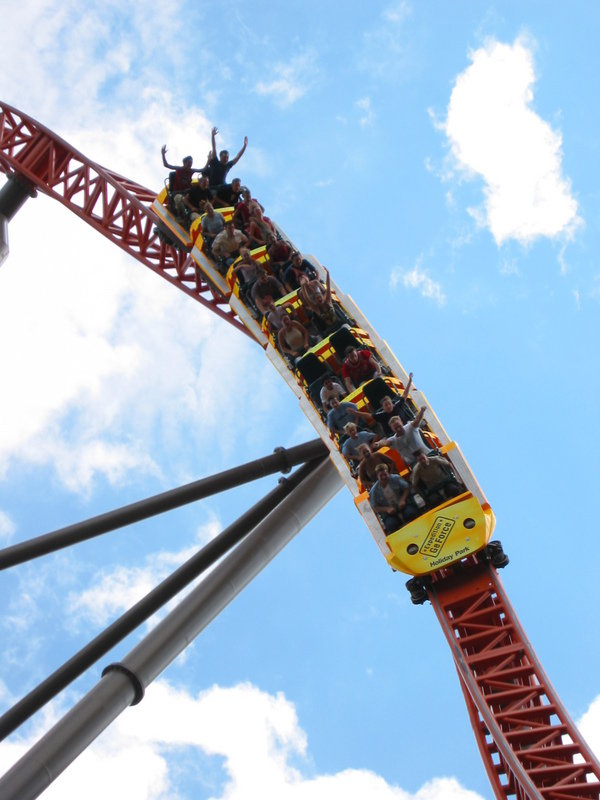
Stalen achtbaan Expedition GeForce (2001) in het Duitse Holiday Park werd ontwikkeld door Intamin

Achtbanen werden in de loop der tijd steeds veiliger en de achtbaanindustrie bloeide. De komst van steeds nieuwe constructeurs zorgde voor een grote concurrentie.